# International Press Academy
L'International Press Academy (IPA) est une association de journalistes professionnels du spectacle.
L'IPA est fondée en 1996 par Mirjana Van Blaricom, présidente de The Hollywood Foreign Press Association jusqu'à 1994, groupe qui organise les Golden Globes. N'importe quel journaliste professionnel inscrit à la Motion Picture Association of America (MPAA) peut en devenir membre[réf. nécessaire].
Chaque année depuis 1997, l'IPA organise les Satellite Awards qui récompensent les professionnels du cinéma et de la télévision.